# Alejandro Cardona
Alejandro Cardona (* 1959 in San José) ist ein costa-ricanischer Komponist, Filmemacher und Gitarrist.

## Leben und Wirken
Cardona war von 1975 bis 1976 Schüler von Luis Jorge González und studierte dann bis 1981 an der Harvard University bei Curt Cacioppo, Leon Kirchner und Ivan Tcherepnin. In den 1990er Jahren studierte er außerdem an der Portsmouth University und der Hogeschool voor de Kunsten Utrecht Bilderzeugung und Computeranimation.
Seit 1986 ist Cardona Professor an der Universidad Nacional de Costa Rica, deren Programm für kulturelle Identität, Kunst und Technologie er seit 1996 leitet.
Für seine Kompositionen erhielt Cardona mehrere Auszeichnungen, darunter den Kompositionspreis der Brookline Library Music Association (1978), den Hugh F. MacColl Prize für Komposition der Harvarduniversität (1979), dreimal den costa-ricanischen Musikpreis Aquileo Echeverría (1999, 2000 und 2002) und den Premio Iberoamericano Rodolfo Halffter de Composición (2004). Bei der Muestra Costarricense de Cine, Video y Multimedia erhielt er 1999 die Preise für die beste Originalmusik und das beste Experimentalvideo.
Neben seiner kompositorischen Tätigkeit tritt Cardona auch als Gitarrist auf und ist Mitglied der Bluesband Calacas Blues.

## Werke
- Pindos y athos für Orchester, 1980
- Milonga für Klavier, 1980
- Guerrilleros I und II für Gitarre, 1981–82
- Arena americana (Son Mestizo) für Orchester, 1982–83
- Xikiyeua in Xochitl für Klavier, 1983–89
- Son Mestizo II für Orchester, 1984–85
- Son del encachimbao für zwei Gitarren, 1985
- Son de los condenados für kleines Orchester, 1986–87
- Las siete vidas del gato Mandingo für sechs Schlagzeuger, 1987–88
- Los soliloquios del gato Mandingo für Gitarre, 1989
- Bajo sombras, 1. Streichquartett, 1989–90
- RinoSONoronte (Homenaje a Benny Moré) für Klavier und Streichorchester, 1989–92
- La Delgadina, Variationen für Klavier und Orchester, 1991–92
- La Delgadina, Variationen für Klarinette, Viola und Klavier, 1991–92
- Cuarteto No. 2, 1992–93
- Rikkita Kongo Yeri Kongo für Bassklarinette und Schlagzeug, 1993
- Zachic 1 für Violine und Klavier, 1994
- Zachic 2 für Flöte, Oboe, Klarinette, Englischhorn und Fagott, 1994
- Códices (Son Mestizo III) für Streichquartett und Orchester, 1995–96
- El silencio que hay en todas las soledades für Klavier, 1996–97
- Lamento, CD, 1997
- Moyugba Orisha für Cello, 1997–98
- Esperanza, CD, 1998
- Celebración, CD, 1998
- América Angostura (gentes y paisajes imaginarios), interaktive Klanginstallation, 1999
- Texturas, una ventana a Centroamérica, interaktive Klanginstallation, 1999
- Códices, 1999
- En el eco de las paredes, 3. Streichquartett, 1999–2001
- Cabalgando vientos für vier Gitarren und Streichquartett, 2002–03
- Bajo sombras, 2000
- El rayo dormido für Klavier, 2001–02
- En el eco de las paredes, 2002
- La Paulina, Fantasie für Klavier, 2003
- Zachic 3, 2004

## Filme
- 1998/99: Testimonios
- 2000: Tránsitos y veredas
- 2003: Tejidos Rebeldes

| Personendaten    | Personendaten                                          |
| ---------------- | ------------------------------------------------------ |
| NAME             | Cardona, Alejandro                                     |
| KURZBESCHREIBUNG | costa-ricanischer Komponist, Filmemacher und Gitarrist |
| GEBURTSDATUM     | 1959                                                   |
| GEBURTSORT       | San José, Costa Rica                                   |